# Polygraphia

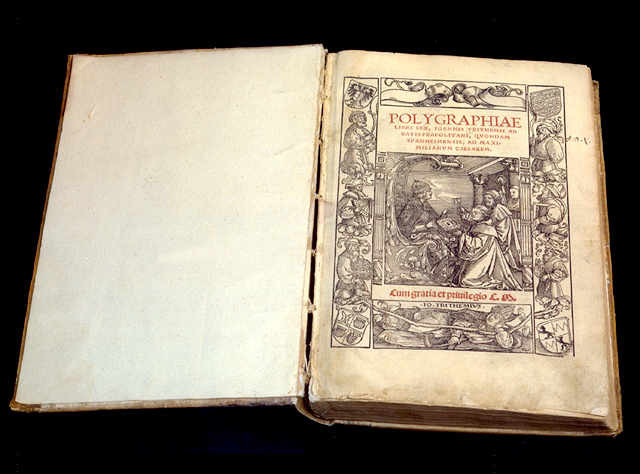
Exemplar de Polygraphia.

 Polygraphia és una obra criptogràfica escrita per Johannes Trithemius, publicada el 1518 i dedicada a l'esteganografia.

## Composició dels cinc llibres
L'obra comprèn cinc llibres i una clavícula
- El Llibre I conté ni més ni menys que 376 alfabets (anomenats "minúcies" per l'autor) de 24 lletres (o "graus"): a cada lletra li correspon una paraula llatina (substantiu, verb, adjectiu, etc.) Sent en total 9024 paraules diferents.
- El Llibre II presenta 1176 alfabets en tres columnes que formen 3528 diccions d'una "llengua universal" on cada lletra té com a equivalent un vocable inventat (per exemple "a" pot ser farax, basacha, damalo, salec, etc.), però capaç d'expressar números (de l'1 al 10 serien abram, abrem, abrim, abrom, abrum, abral, abrel, abril, abrol i abrul).

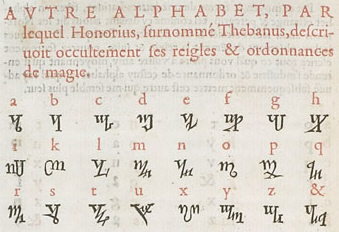
Exemple de alfabet.

- El Llibre III mostra 132 alfabets diccions inventades, a les quals cal treure la segona lletra de cada paraula per a escriure missatges en clau.
- El Llibre IV reprodueix dues taules canòniques de transposició, una directa de 80 alfabets i l'altra invertida de 98 alfabets, cosa que permet infinites permutacions, a les quals s'uneixen dotze "rodes planisfèriques" que comprenen cadascuna sis categories de 24 números respecte de les 24 lletres, de manera que permet elaborar gran quantitat d'escriptura en xifres.
- El Llibre V és una col·lecció d'alfabets antics, etíop, normands, màgics i alquímics

L'obra acaba amb alfabets de la seva invenció com el "tetragramátic", format per 4 caràcters que es diversifiquen en 24 lletres i el "enagramátic" de 9 caràcters i 28 lletres, dels quals dona exemples d'escriptura que semblen pertànyer a una llengua natural.

## Relació ambEsteganografia
Segons alguns estudiosos les dues obres,  Esteganografia  i  Poligrafia , no són sinó una única obra presentada en dues parts diferenciades: la primera és metafísica i bastant teòrica (arriba fins i tot a amagar un tractat complet d'"angelología", o estudi dels àngels amb els seus noms i jerarquies, entre les seves pàgines), la segona és més pràctica i serveix per a la codificació de missatges.